# Ariel Winograd
Ariel Winograd (23 d'agost de 1977) és un director, guionista i productor de cinema argentí.

## Vida i carrera
Winograd va néixer a Buenos Aires. Es va graduar com a director a la Universidad del Cine.
Els primers treballs de Winograd com a director van ser quatre curtmetratges, que com a particularitat tots ells van estar protagonitzats per actors nans. Posteriorment va fer un documental titulat Fanáticos. El seu primer llargmetratge, Cara de queso —mi primer ghetto— (2006), una pel·lícula basada en la seva pròpia vida que conta la història d'uns joves jueus en un country. El 2006 va treballar a Inside Man de Spike Lee.
A més de dirigir pel·lícules, Winograd va realitzar videoclips de bandes com Massacre ("Te leo al revés") i Los Tipitos ("Algo").
El seu segon llargmetratge, la comèdia Mi primera boda, es va estrenar l'any 2011 i va ser protagonitzada per Daniel Hendler i Natalia Oreiro. La pel·lícula tracta sobre un casament on tot surt malament. Winograd va començar a escriure el guió basant-se en el seu propi casament amb la productora Nathalie Cabiron. Després, el guionista Patricio Vega es va incorporar al projecte per reescriure el guió.
El 2013 vav estrenar Vino para robar, que va aconseguir ser vista per 180 mil persones, va ser ben rebuda per la crítica i va rebre el Premi Especial del Jurat al Festival de Cinema Iberoamericà de Huelva. Va ser rodada a Buenos Aires, Mendoza i Florència, Itàlia. Va comptar amb les actuacions de Daniel Hendler, Valeria Bertuccelli, Martín Piroyansky i Pablo Rago.
En 2015 el director va tornar al cinema amb la comèdia Sin hijos, protagonitzada per Diego Peretti i l'actriu espanyola Maribel Verdú. Va ser ben rebuda per la crítica i el públic, sent vista per més de 88.000 persones en la seva primera setmana d'estrena. Es va posicionar entre les tres pel·lícules més vistes segons la consultora Ultracine acabant el seu recorregut en cartelleres argentines amb més de 500.000 espectadors. A l'any següent va estrenar la comèdia Permitidos, protagonitzada per Martín Piroyansky i la cantant Lali. El 2020, s'estrena la seva nova pel·lícula de comèdia policial basada en fets reals,, El robo del siglo, que és protagonitzada pel comediant, actor i director teatral Guillermo Francella.
En 2019, es va estrenar la seva primera pel·lícula mexicana de comèdia, Tod@s caen, que és protagonitzada pels actors mexicans protagonistes de la saga No manches Frida, Omar Chaparro i Martha Higareda. El 2020, estrena la seva segona pel·lícula mexicana ¿Y cómo es él?, remake d'una pel·lícula coreana i que serà protagonitzat pels actors mexicans Mauricio Ochmann, Zuria Vega i el mateix Omar Chaparro.

## Filmografia
| Any  | Pel·lícula                       |
| ---- | -------------------------------- |
| 1999 | 100% lana (curtmetratge)         |
| 2000 | Dracool (curtmetratge)           |
| 2001 | Volare (curtmetratge)            |
| 2002 | Compañeros (curtmetratge)        |
| 2004 | Fanáticos (documental)           |
| 2006 | Cara de queso —mi primer ghetto— |
| 2011 | Mi primera boda                  |
| 2013 | Vino para robar                  |
| 2015 | Sin hijos                        |
| 2016 | Permitidos                       |
| 2017 | Mamá se fue de viaje             |
| 2019 | Tod@s caen                       |
| 2020 | El robo del siglo                |
| 2020 | ¿Y cómo es él?                   |
| 2022 | Hoy se arregla el mundo          |

## Videoclips
| Any  | Títol             | Rol      | Grup musical | Álbum              |
| ---- | ----------------- | -------- | ------------ | ------------------ |
| 2005 | "Te leo al revés" | Director | Massacre     | Diferentes maneras |
| 2005 | "Algo"            | Director | Los Tipitos  | Armando Camaleón   |
| 2018 | "100 Grados"      | Director | Lali         | Brava              |